# Firebase
Firebase е облачна услуга на Google за създаване на мобилни и уеб приложения. Firebase предоставя инструменти за следене на трафика, администриране на бази от данни, отстраняване на неизправности и промотиране на продукти.

## История
Услугата се появява вследствие на съвместен бизнес на двама щастки предприемачи. През 2012 г. компанията получава стабилно финансиране от над 1 млн. щ.д. Една година по-късно събраните приходи възлизат на над 5 млн. щ.д. Компанията е продадена на Google през 2014 г. и оттогава започва внедряването ѝ в голяма част от съществуващите Google продукти – Google Cloud Platform, AdMob и Google Ads.